# Aculco
Aculco (Aculco de Espinoza, Acolco in lingua nahuatl) è una popolazione messicana, capoluogo dell'omonimo comune, ubicata nello Stato del Messico a 2450mt.

## Origini del nome
Il nome Aculco significa "dove l'acqua si attorciglia", l'etimologia di Aculco deriva da atl, Acqua, dall'aggettivo Colciv, sinuoso, curvo, storto e dal locativo co, Logar, così appare il glifo per identificare la terza provincia tributaria della triplice alleanza al foglio numero 28 del Codice Mendocino 

## Storia
La città di Aculco fu fondata intorno all'anno 1110 d.C. dagli Otomíes, che vivevano nel Messico centrale, il nome deriva dalla lingua nahuatl, (Ahcolco in nahuatl e N'dome in otomí, e significa "nel luogo dove l'acqua si piega"). Nel 1540 gli spagnoli costruirono la parrocchia e il convento di San Jerónimo; quí gli indipendentisti subirono la prima grande sconfitta nel novembre 1810. Una volta ottenuta l'indipendenza, il 19 febbraio 1825, sorse ufficialmente il comune, con il nome di San Jerónimo Aculco, il 29 settembre 1954 il congresso locale, decise il cambio del nome, nell'attuale Aculco de Espinoza.  Aculco è stato dichiarato Patrimonio dell'Umanità dall'UNESCO nel 2010, il 25 settembre 2015 è stato dichiarato “Pueblo Mágico”. Purtroppo anche Aculco, come molte città messicane, è piena di cani randagi rognosi e aggressivi, e le autorità locali finora non hanno fatto assolutamente nulla per risolvere il problema.

## Governo e politica
Come per la maggior parte dei comuni del Messico, il sindaco e la giunta comunale, vengono eletti ogni tre anni. La giunta municipale è così composta: un Presidente Municipal, (sindaco), una Sindicatura Municipal, (rappresentante sindacale), e sette Regidores, (consiglieri comunali), che possono variare a seconda della giunta eletta al momento.
| Presidente municipale             | Periodo   | Partito |
| --------------------------------- | --------- | ------- |
| Vicente Sosa Alcántara            | 2000-2003 | PRI     |
| Jesús Alejandro Aguilar Sánchez   | 2003-2006 | PT      |
| Francisco Javier Venancio Ramírez | 2006-2009 | PRI     |
| Marcos Javier Sosa Alcantara      | 2009-2012 | PRI     |
| Salvador del Río Martínez         | 2012-2015 | VERDE   |
| Aurora González Ledezma           | 2016-2018 | PRI     |
| Jorge Alfredo Osornio Victoria    | 2019-2021 | PRI     |
| Jorge Alfredo Osornio Victoria    | 2021-2024 | PRI     |
| Valeria Cruz Olvera               | 2024-2027 | VERDE   |

Abitanti: Nel comune di Aculco vi sono un totale di 125 frazioni, nel 2010 le principali erano le seguenti:
| Località                       | Popolazione |
| ------------------------------ | ----------- |
| San Lucas Totolmaloya          | 3 770       |
| San Jerónimo Barrio            | 2 322       |
| Gunyo Poniente                 | 2 138       |
| Santa Ana Matlavat             | 1 869       |
| San Martín Ejido               | 1 852       |
| Aculco de Espinoza (capoluogo) | 1 823       |
| La Soledad Barrio              | 1 787       |
| San Pedro Denxhi               | 1 119       |
| El Mogote                      | 1 248       |
| La Presita Segundo Cuartel     | 1 070       |
| El Colorado                    | 1 000       |
| Totale del Municipio           | 40 492      |

Evoluzione demografica: Nel comune, i dati del censimento generale della popolazione e delle abitazioni del 1970 registrano una popolazione di 29.174 abitanti, con un tasso di crescita annuo del 1,87%. Nel 1980 contava 24.231 abitanti e un tasso di crescita annuo di circa il 2,26%. Questa situazione riflette una leggera diminuzione del tasso di crescita della popolazione, che ha modificato il profilo demografico del comune. Nell'anno 2000, secondo i risultati preliminari del censimento generale della popolazione e delle abitazioni effettuato dall'INEGI, il comune contava complessivamente 38.856 abitanti, di cui 18.976 uomini e 19.880 donne; Queste cifre rappresentano il 49% per i maschi e il 51% per le femmine. Secondo i risultati presentati dal secondo conteggio della popolazione e delle abitazioni del 2005, il comune conta un totale di 40.492 abitanti.

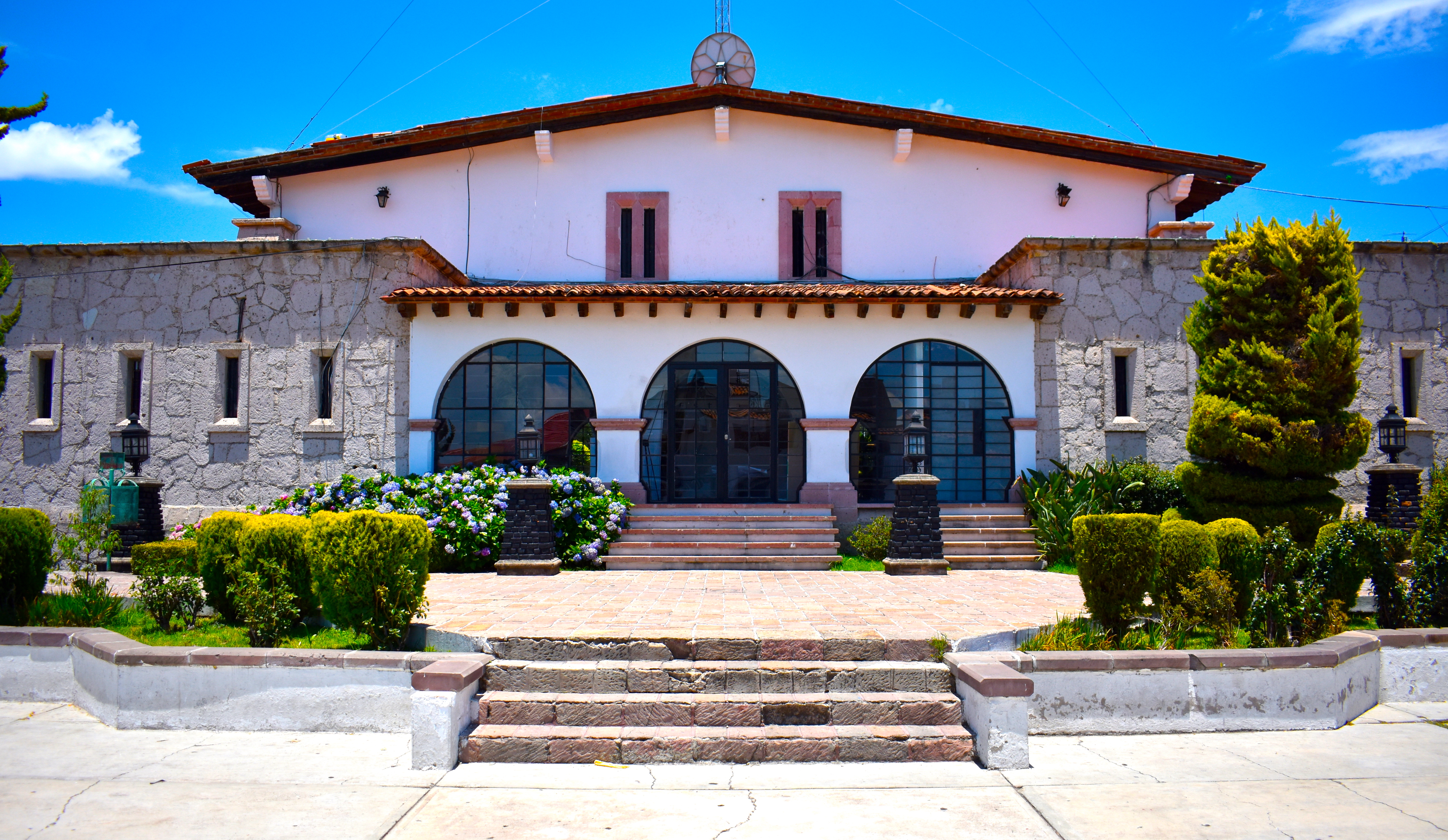
Municipio di Aculco

Chiesa di San Geronimo

## Clima
La regione è considerata una zona dal clima semifreddo, subumido, con piogge estive, l'inizio della stagione invernale non è ben definita. La temperatura media annuale è di 13,2 °C, le temperature più basse si verificano durante i mesi da novembre a febbraio e possono scendere sotto lo zero, causando gelate. La stagione delle piogge inizia alla fine di marzo o all'inizio di aprile e dura fino a ottobre o novembre. La piovosità media annua è di circa 699,6 millimetri.
| Mesi                       | Gen. | Feb. | Mar. | Apr. | Mgg. | Giu. | Lug. | Ago. | Set. | Ott. | Nov. | Dic. | Annuale |
| -------------------------- | ---- | ---- | ---- | ---- | ---- | ---- | ---- | ---- | ---- | ---- | ---- | ---- | ------- |
| Temp. máx. media (°C)      | 21   | 23   | 25   | 26   | 26   | 24   | 23   | 23   | 23   | 22   | 21   | 18   | 23      |
| Temp. mín. media (°C)      | -2   | 0    | 9    | 11   | 13   | 13   | 12   | 10   | 10   | 8    | 5    | 3    | 10      |
| Precipitazioni totale (mm) | 8    | 6    | 2    | 21   | 36   | 96   | 87   | 100  | 108  | 83   | 10   | 9    | 550     |

## Natura

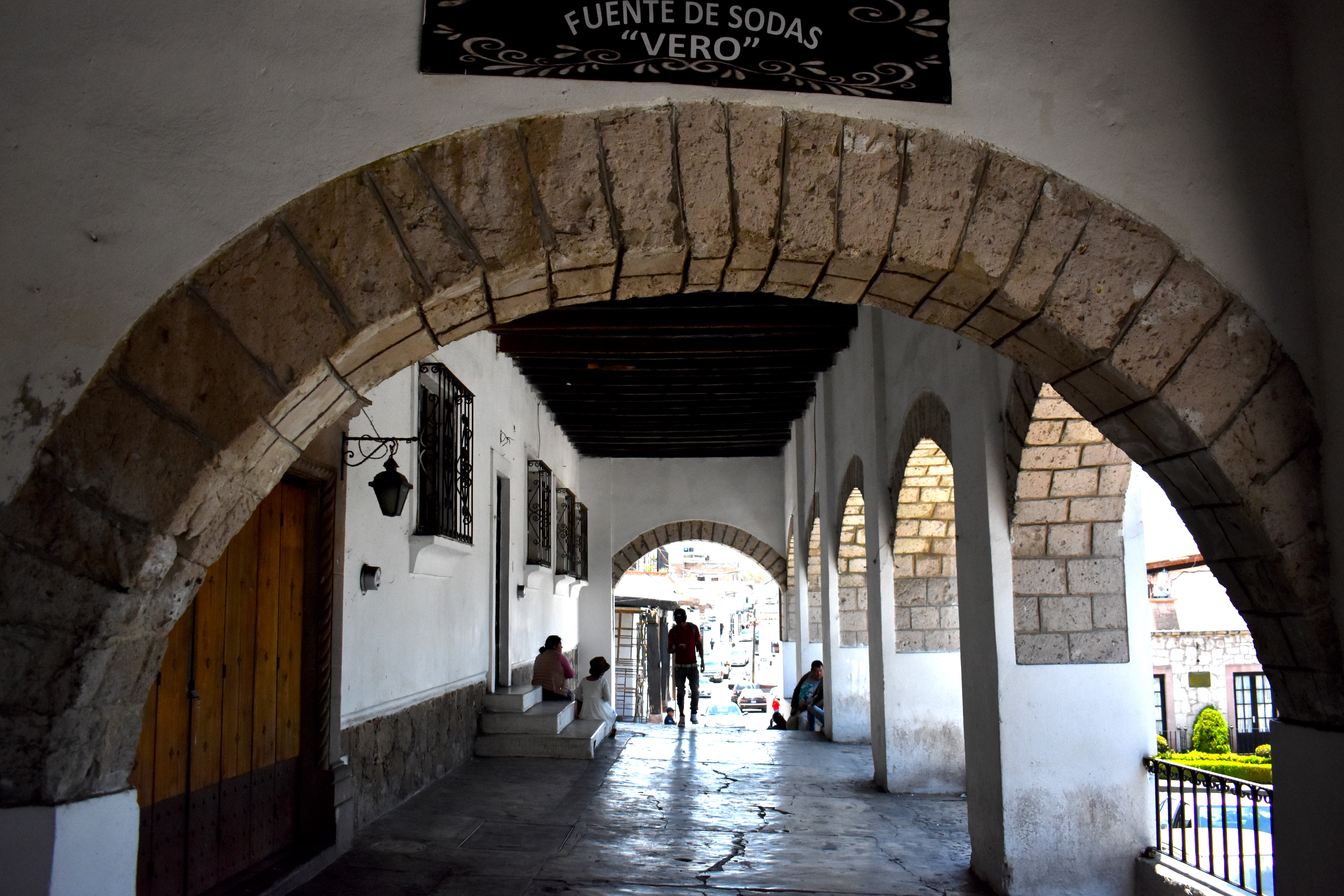
Portici nel centro storico

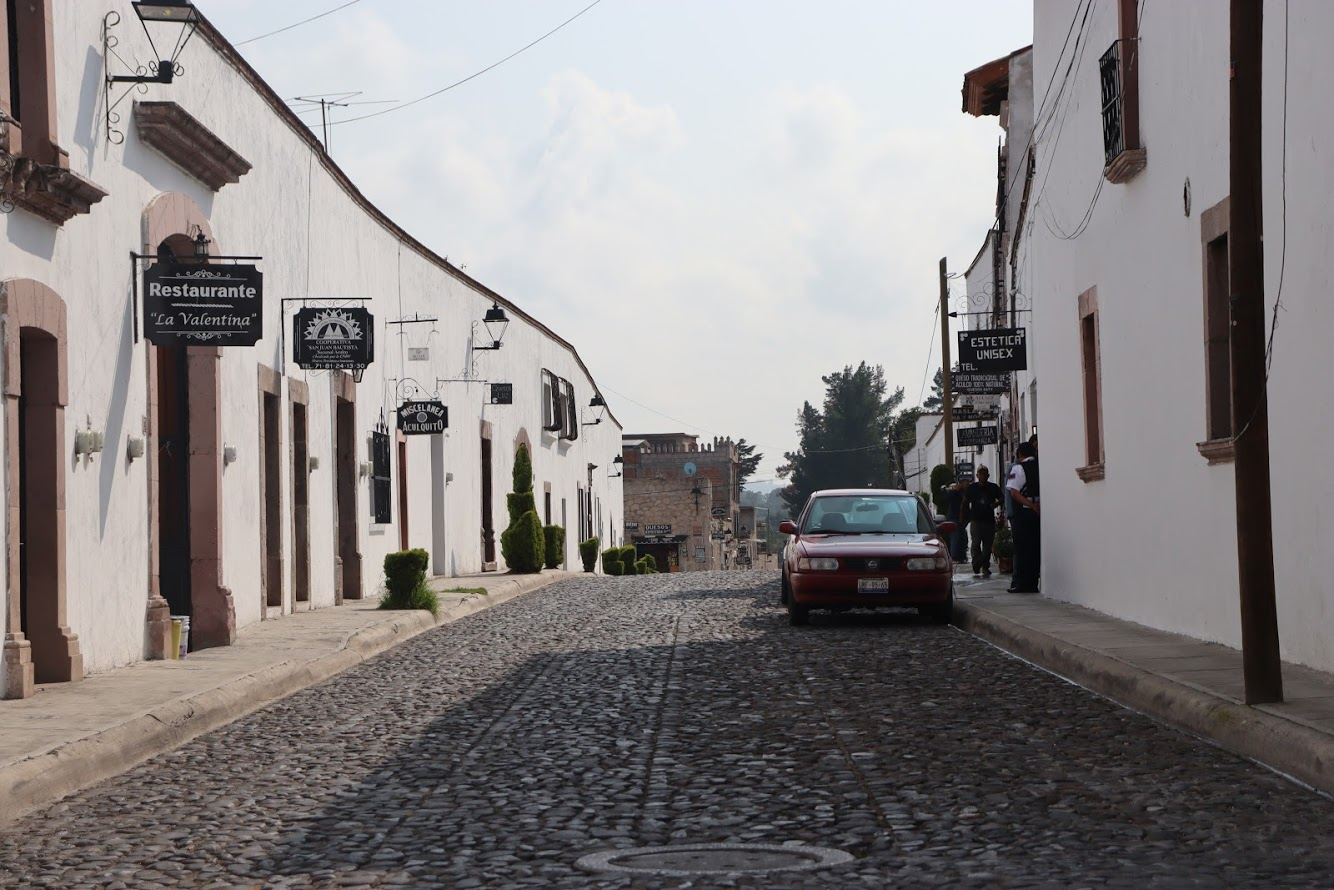
Strada del centro storico

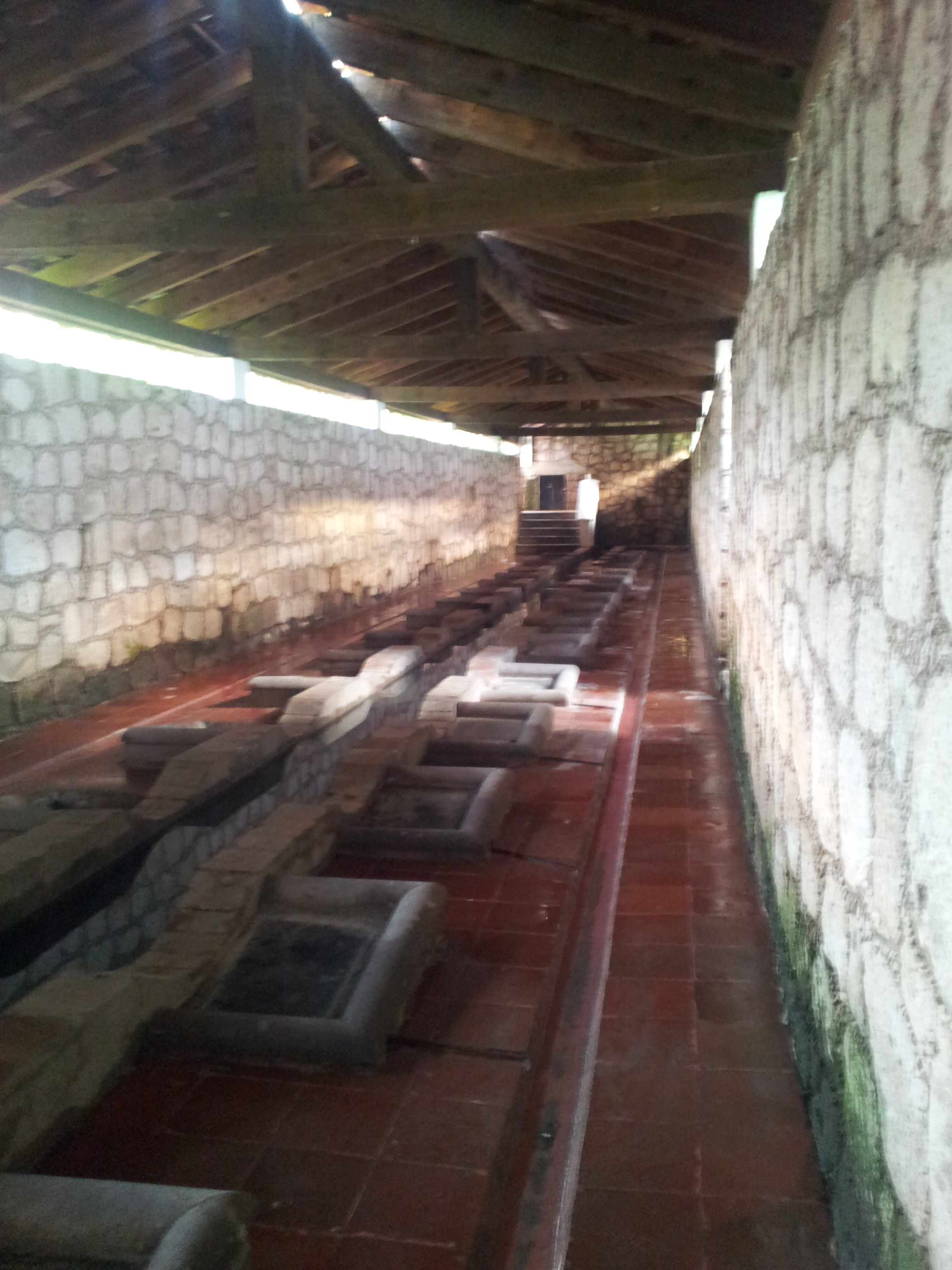
Lavatoi pubblici di Aculco

Flora: La classificazione della flora selvatica ad Aculco è la seguente: fiori di giglio, gladiola, dalia, calla, tuberosa, ortensia, begonia, ala d'angelo, podore notturno, geranio, camelia, margherita, garofano, eliotropio, mantello dorato, ed edera. Le foreste sono distanti dalla città e poco fitte: quercia, corbezzolo, pino, salice, pioppo, frassino, ed eucalipto.
Fauna: Nella sua fauna selvatica sono presenti: scoiattoli, armadilli, tassi, procioni, conigli, coyote, puzzola, gatto selvatico, volpi, lepri, piccioni, roditori,  passero cardellino, allodole, gattopardi, cardinale, avvoltoi, falchi, gufi e cani randagi; oltre ad una grande varietà di insetti: api, vespe, libellule; e ragni come la capulina, la tarantola e la vedova nera.Descubre la magia y belleza  de México

## Luoghi di interesse
Il centro di Aculco fa parte del Camino Real de Tierra Adentro, serie di siti della lista dei Patrimoni dell'umanità dell'UNESCO nel 2010. Inoltre, dal 2007 fa parte del programma del governo statale "Pueblos con Encanto del Bicentenario", e dal 1 agosto 2015 fa parte del programma Pueblos Mágicos. Questi sono i principali luoghi di interesse nel centro e nelle sue vicinanze:
- Balneario municipal

- Casa de Cultura

- Casa Hidalgo

- Cascada La Concepción
- Cascada Tixhiñu

- Hacienda Arroyo Zarco
- Hacienda Ñadó
- Jardín Principal
- Lavaderos Públicos (lavatoio pubblico, ancora in uso)
- Peña y Presa de Ñadó
- Parroquia y Ex Convento de San Jerónimo

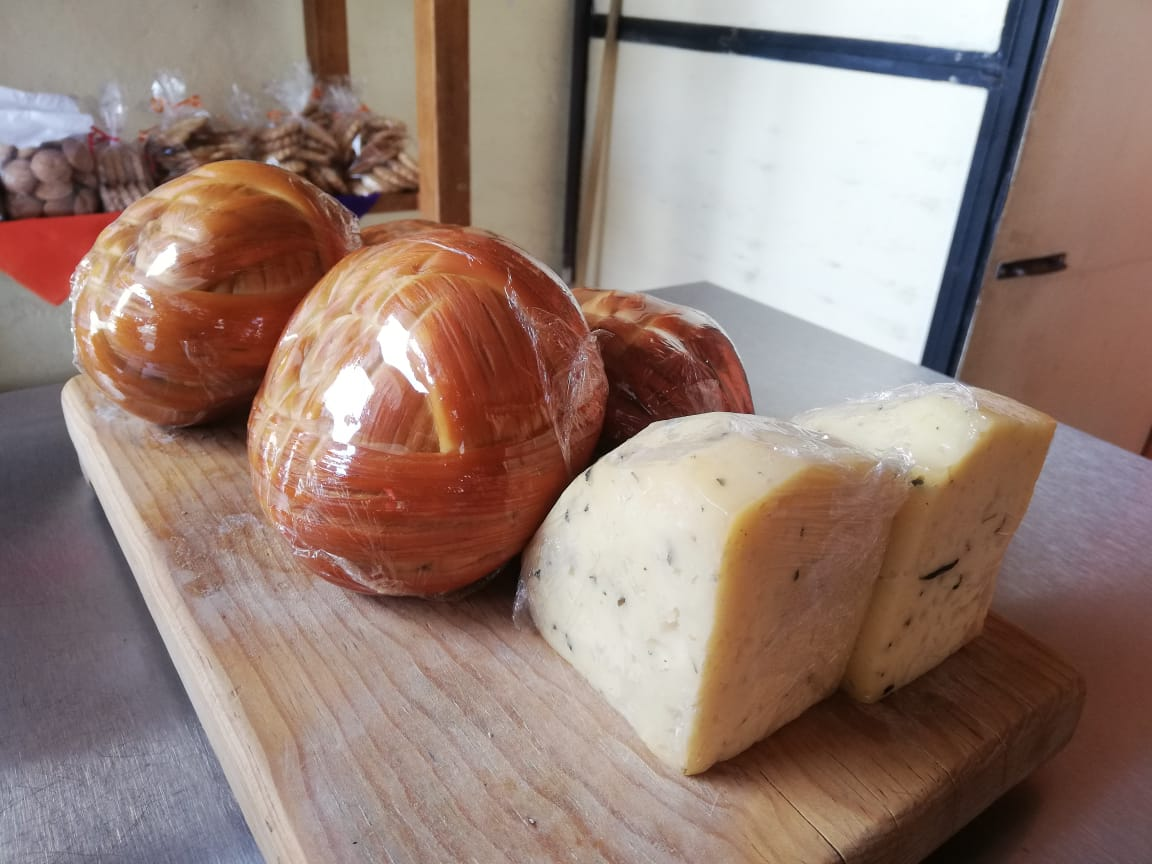
Formaggi tipici di Aculco

## Gastronomia
FORMAGGI: Aculco è nota per la produzione artigianale di formaggi. C'è il formaggio Aculco, formaggio tipico locale, ma anche altre varietà di formaggi e tutti quelli derivati dal latte vaccino, come yogurt, jocoque, panna e burro, utilizzati per accompagnare la cucina messicana. 
CARNI: Potrete inoltre gustare la grigliata di montone e il suo consommé, la carnitas di maiale, i ciccioli di manzo.
MAIS: Un altro dei prodotti gastronomici che si possono gustare ad Aculco de Espinoza è il mais e i suoi derivati, si preparano deliziose tortillas di mais, tlacoyos, tamales, pane, gorditas e quesadillas.
BEVANDE: Tra le bevande tradizionali spiccano la pulque e le bibite curate, il capulín, il tejocote e i liquori alla mela, e le acque fresche aromatizzate come la chia, il garambullo e il limone.

## Trasporti pubblici
Aculco è stato fin dai tempi della colonia spagnola un punto di transito, si trovava infatti sul tracciato del Camino Real de Tierra Adentro, oggi dichiarato Patrimonio Culturale dell'Umanità dell'UNESCO, la città era uno dei principali centri di rifornimento per i trasporti, era una delle principali vie commerciali per chi lasciava Città del Messico verso Santa Fe de Nuevo México (oggi Stati Uniti), e viceversa.
Autostrada e strade federali:
L'autostrada Messico-Querétaro 57D, (a pedaggio), dista 15 km dal comune di Aculco è una delle principali arterie del paese, passa nei pressi della frazione di El Rosal. La strada federale 55, (gratuita), collega Palmillas con Atlacomulco attraversando il comune, la federale 330 (gratuita), collega Amealco de Bonfil con Aculco de Espinoza e altre piccole località del comune.
Autobus extra urbani:
Aculco non dispone di un'autostazione come tale, ma gli autobus extra-urbani passano per il centro e fermano sulla piazza principale, vi sono partenze frequenti per Queretaro, Celaya e Leon, verso nord e Jilotepec e Città del Messico terminal del Norte, Metro L5, verso sud.
Servizi urbani:
Numerose linee di minibus, denominate "Combis", partono dalle vie nei dintorni della piazza principale di Aculco e servono le varie frazioni limitrofe.